# Frutos Patón de Ayala
Frutos Patón de Ayala (El Espinar, 1600-Sigüenza, 28 de noviembre de 1671) fue un eclesiástico español.
Estudió gramática y filosofía en la Universidad de Alcalá y teología y derecho canónico en la de Salamanca.
Fue canónigo magistral en la catedral de Santa María de Ciudad Rodrigo, capellán mayor del monasterio de las Descalzas Reales de Madrid, ayo del infante Juan José de Austria, obispo de Coria desde 1664 y de Sigüenza desde 1669.
Dejó escrito un opúsculo teológico titulado "Apología sacra, en defensa de la comunión cotidiana", en el que trata la conveniencia de recibir la comunión frecuentemente.

| Predecesor: Gabriel Vázquez Saavedra y Rojas | Obispo de Coria 1664-1669    | Sucesor: Antonio Fernández de Campo y Angulo |
| Predecesor: Andrés Bravo de Salamanca        | Obispo de Sigüenza 1669-1671 | Sucesor: Pedro de Godoy                      |